# Eisai
Myoan Eisai (en japonès: 明菴栄西, Myōan Eisai) o Mestre zen Eisai (en japonès: 栄西禅師, Eisai Zenji) (20 d'abril de 1141 - 5 de juliol 1215) és el fundador de l'escola Rinzai al Japó que va portar de la Xina el 1191. També hauria dut el te al Japó després d'aquest mateix viatge.

## Biografia
Myoan Eisai va néixer a la Província de Bitchū (avui part de la Prefectura d'Okayama). Comença els seus estudis monàstics a un temple Tendai, però, descontent amb l'estat del Budisme de l'època al Japó, marxa el 1168 a la Xina, on troba per primer cop el chan (que esdevindrà més tard, al Japó, el zen). No s'està més de sis mesos a la Xina en el seu primer viatge però torna prop d'un any el 1187. En el transcurs d'aquest segon viatge esdevé deixeble de Xuan Huaichang.
Després de la seva certificació com a professor zen rinzai, Eisai retorna al Japó el 1191, portant amb ell escriptures zen i llavors de te. Funda immediatament el temple d'Hoonji a l'illa de Kyūshū, que serà el primer temple zen del Japó. Eisai comença a propagar lentament aquesta nova fe, intentant guanyar-se el respecte de l'escola Tendai i del tribunal imperial amb una diplomàcia hàbil. Confrontat amb les escoles tradicionals del Budisme japonès com l'escola Tendai, Shingon o fins i tot l'escola de la terra pura (Jōdo-shū), Eisai deixa finalment Kyoto pel nord-est a la ciutat de Kamakura el 1199, on el Shōgun i els seus Samurais acullen amb entusiasme els seus ensenyaments zen orientats vers les arts marcials. Hōjō Masako, la vídua del Shōgun Minamoto no Yoritomo, li dona l'autorització per a construir el temple Jufukuji, el primer centre zen a Kamakura. Eisai mor el 1215 a l'edat de 75 anys. Ha tingut entre els seus deixebles a Dōgen que fundarà l'escola Sōtō al Japó.